# Cláudia Pastor
Cláudia Pastor, née le 15 juillet 1971 à Barão de Cocais, dans l'État de Minas Gerais au Brésil, est une joueuse brésilienne de basket-ball. Elle évolue durant sa carrière au poste d'ailière.

## Palmarès
- Finaliste des Jeux olympiques 1996